# Pont de la Machine
Der Pont de la Machine ist eine Fussgängerbrücke in der Schweizer Stadt Genf. Das im 19. Jahrhundert entstandene Bauwerk zählt zu den ältesten Brücken über die Rhone und ist ein Kulturgut von nationaler Bedeutung.

## Lage
Die Brücke ist der dritte Übergang über die Rhone vom Genfersee aus gesehen, hinter dem Pont du Mont-Blanc und dem Pont des Bergues. Sie fungiert als Verbindung zwischen dem Quai des Bergues und dem Quai de Bezanson-Hugues und ist Anschluss an ein am Fluss liegendes Industriegebäude, welches unter anderem als Pumpstation für die Rhone genutzt wurde.
Die Brücke ist nur für den Fussverkehr zugänglich.

## Geschichte
Die erste Pumpstation, welche der Brücke ihren Namen gab, wurde im Jahr 1709 von dem französischen Ingenieur Joseph Abeille erbaut und wurde genutzt, um die Brunnen der Stadt mit Wasser zu versorgen. 1841 wurde diese ursprüngliche Maschine durch eine neuere, von Jean-Marie Cordier entworfene ersetzt. Diese war über eine kleine Holzbrücke erreichbar, welche sie mit der danebenliegenden Insel verband. Diese wurde später um eine weitere Brücke erweitert, welche das Bauwerk auch über das Festland erreichbar machte. Zwischen 1883 und 1887 wurde diese Brücke durch eine neue aus Metall ersetzt, welche bis heute in ihrer ursprünglichen Form besteht.
Mit 2009 durchgeführten Renovierungen wurde neben der Brücke eine Plattform auf dem Wasser gebaut, welche 600 Quadratmeter umfasst und öffentlich zugänglich ist. Das Industriegebäude wurde an die SIG verkauft, welche dieses als Ausstellungsort nutzt.
Zur Feier der Wiederherstellung der Republik Genf wurde 2014 und 2015 neben der Brücke ein Schwimmbecken in der Form eines Schweizer Kreuzes aufgebaut.

## Galerie

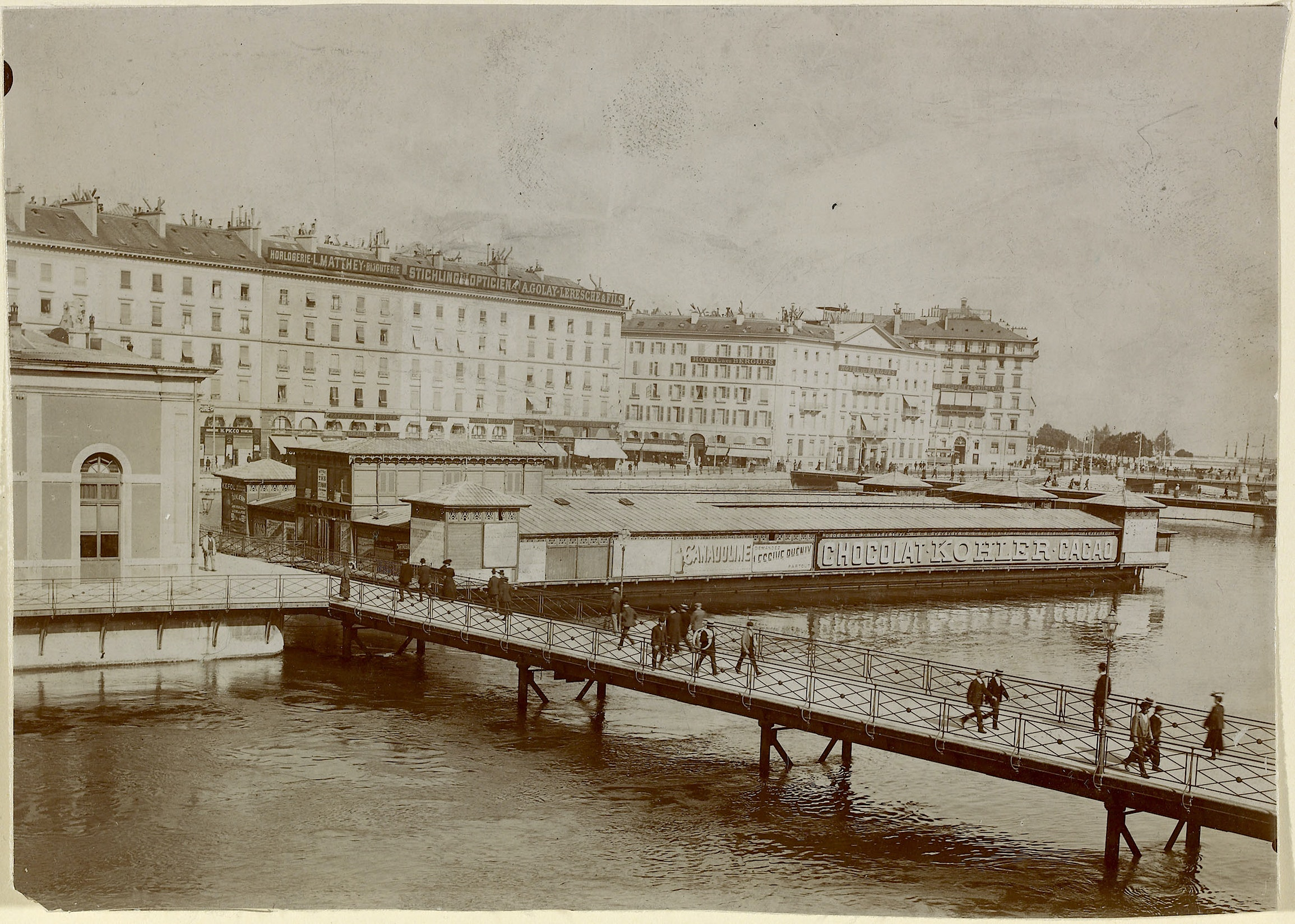
Historisches Bild, um das 20. Jahrhundert
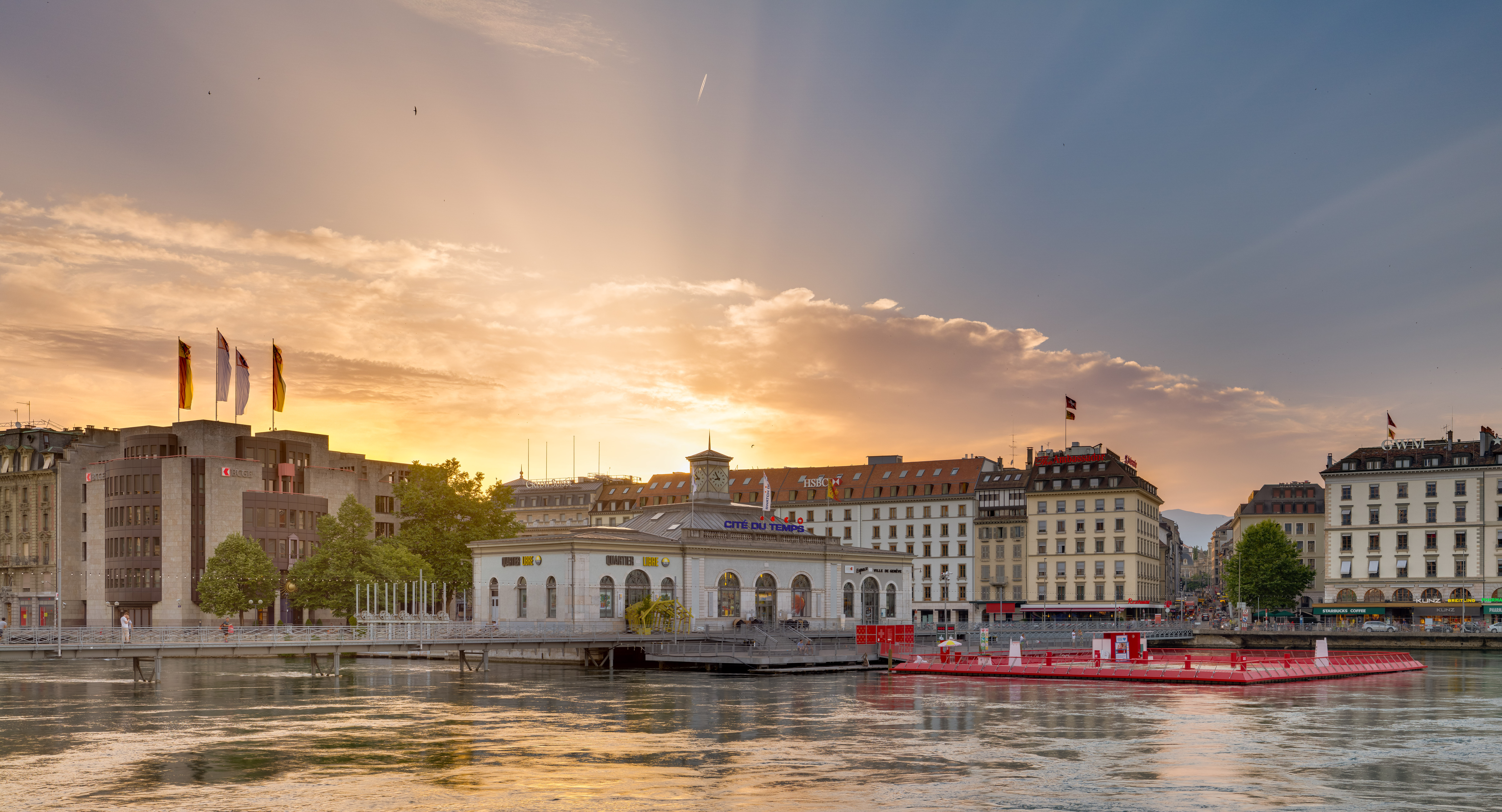
Die Brücke mit dem Schwimmbecken
Die Brücke am Abend
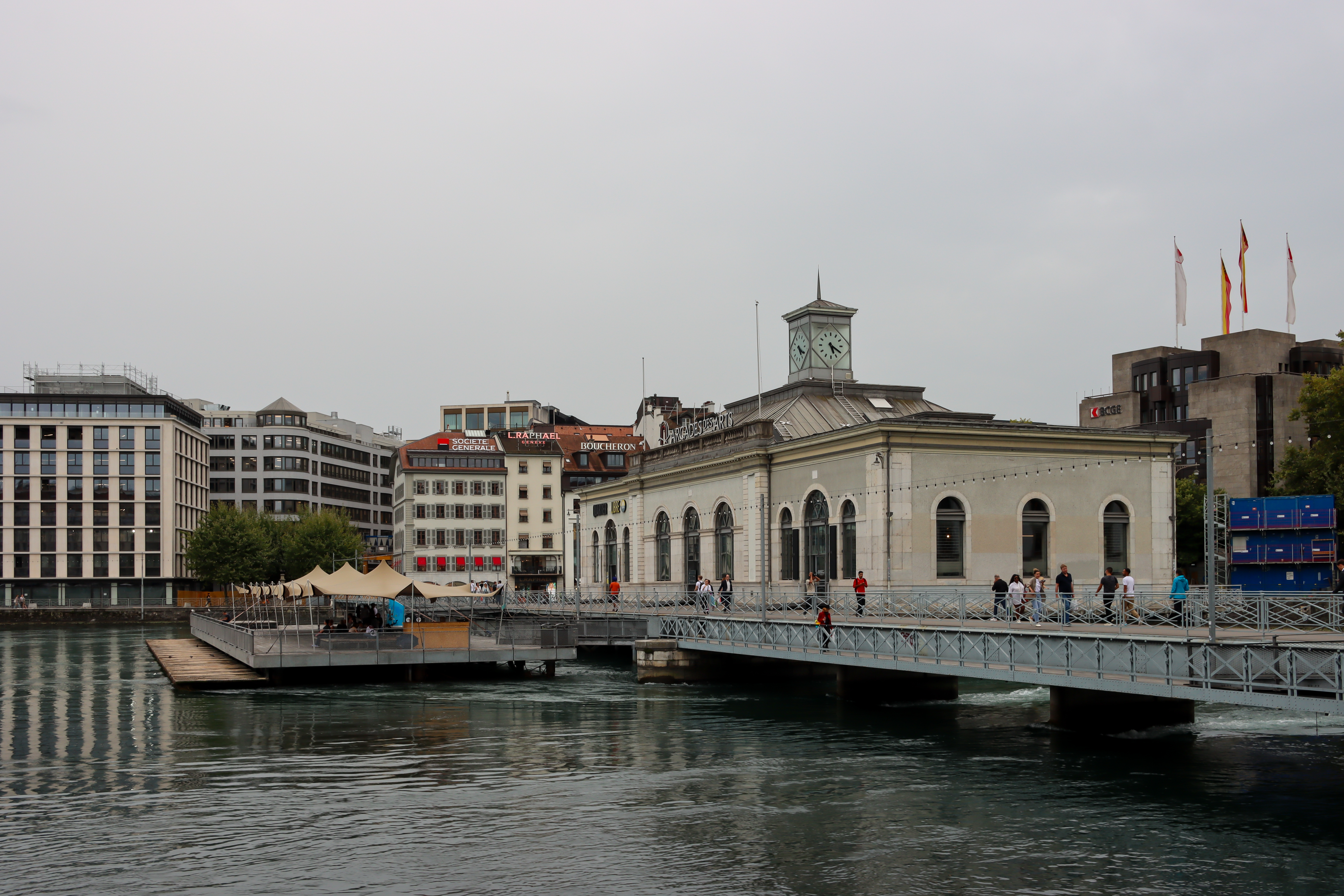
Sicht auf die Brücke, 2024